# Nawaf Al-Mutairi
Nawaf Al-Mutairi (28 settembre 1982) è un ex calciatore kuwaitiano, di ruolo centrocampista.

## Carriera

### Club
Ha sempre giocato nel campionato kuwaitiano.

### Nazionale
È stato convocato per la Coppa d'Asia nel 2004.